# Grant McCune
Grant McCune (27 de marzo de 1943-Hidden Hills (California), 27 de diciembre de 2010) fue un diseñador de efectos esepciales para películas estadounidense. 

## Biografía
McCune estudió en el California State University donde se licenció en biología y conoció a la que sería su mujer. McCune fue capaz de uscar sus conocimientos científicos cuando él y Bill Shourt fueron contratado en 1975 para crear el icónico animal de Jaws, haciendo su debut en Hollywwod aunque no estudo en los créditos finales de la película. Poco después fue contratado para trabajar en Star Wars como el principal fabricante de modelos de la franquicia, responsable de los detalles de diseño de los robots como el de R2-D2) y algunos extraterrestres del film. Por ello, él consiguió junto al equipo el Óscar a los mejores efectos visuales de 1977 por Star Wars: Episodio IV - Una nueva esperanza. Recibió una segunda nominació a los Óscar en 1979 por Star Trek: la película. Como socio de Apogee Productions, su trabajo estuvo presente en películas como El club de los chalados Speed y Spider-Man.
Entrevista por la revista Popular Mechanics en 2009, McCune describe cómo se utiliza el ojo de un fotógrafo en el diseño de miniaturas, utilizando la perspectiva y los detalles de la superficie para hacer que los objetos parezcan lo más realistas posible.

## Premios y distinciones
Premios Óscar
| Año  | Categoría                            | Película                           | Resultado |
| ---- | ------------------------------------ | ---------------------------------- | --------- |
| 1978 | Óscar a los mejores efectos visuales | Star Wars: Episode IV - A New Hope | Ganador   |
| 1980 | Óscar a los mejores efectos visuales | Star Trek: La película             | Nominado  |